# Basílica Eufrasiana
La basílica Eufrasiana (en croat: Bazilika Eufrazijeva, en italià: Basilica Eufrasiana) és una important basílica a Poreč (Croàcia). El complex episcopal, incloent-hi, a part de la mateixa basílica, una sagristia, un baptisteri i el campanar del palau de l'arquebisbe pròxim, és un dels millors exemples del primer art romà d'Orient a la regió. A causa del seu valor excepcional, es va inscriure al Patrimoni de la Humanitat de la UNESCO el 1997.

## Història

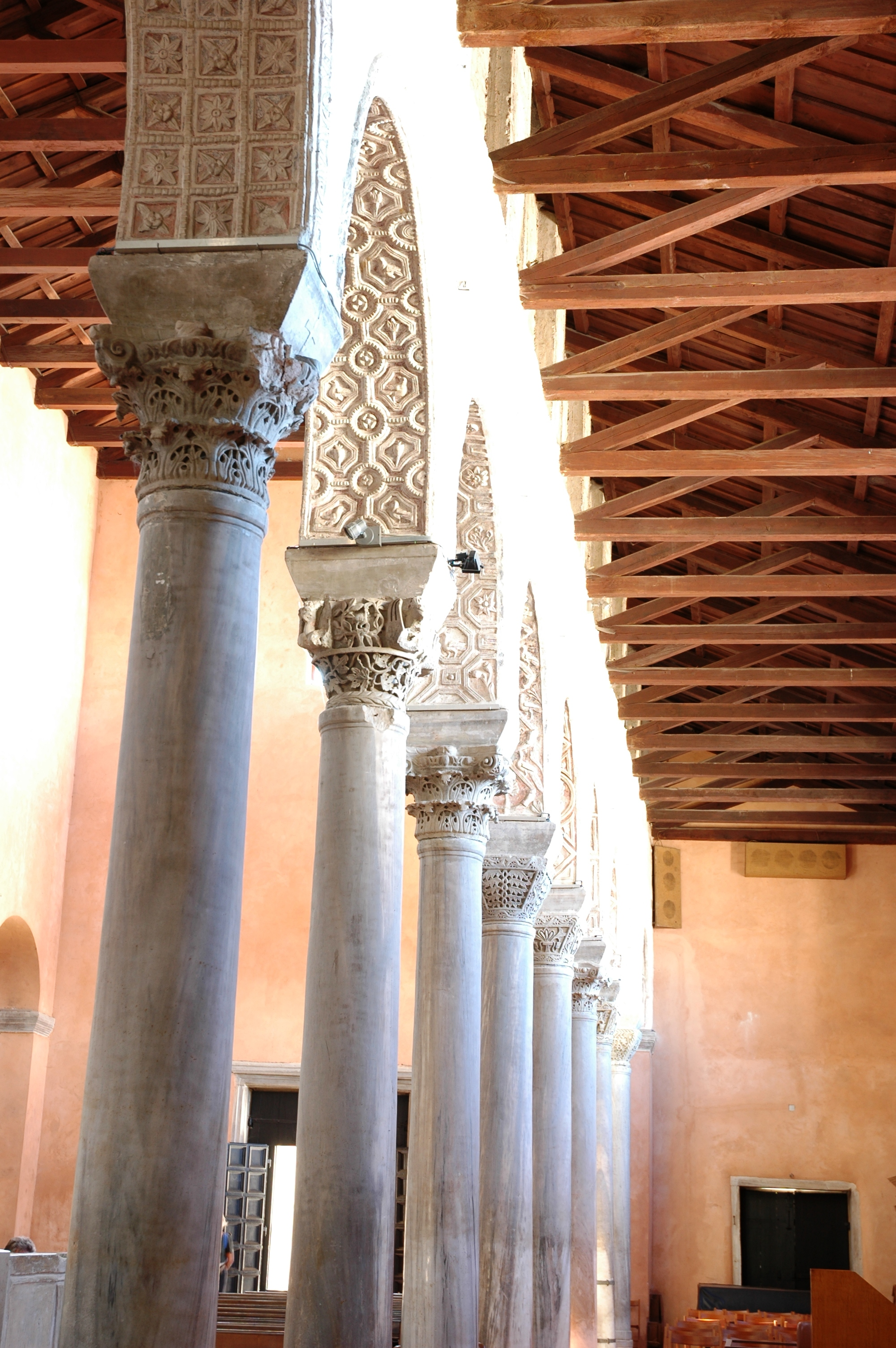
Lateral de l'església

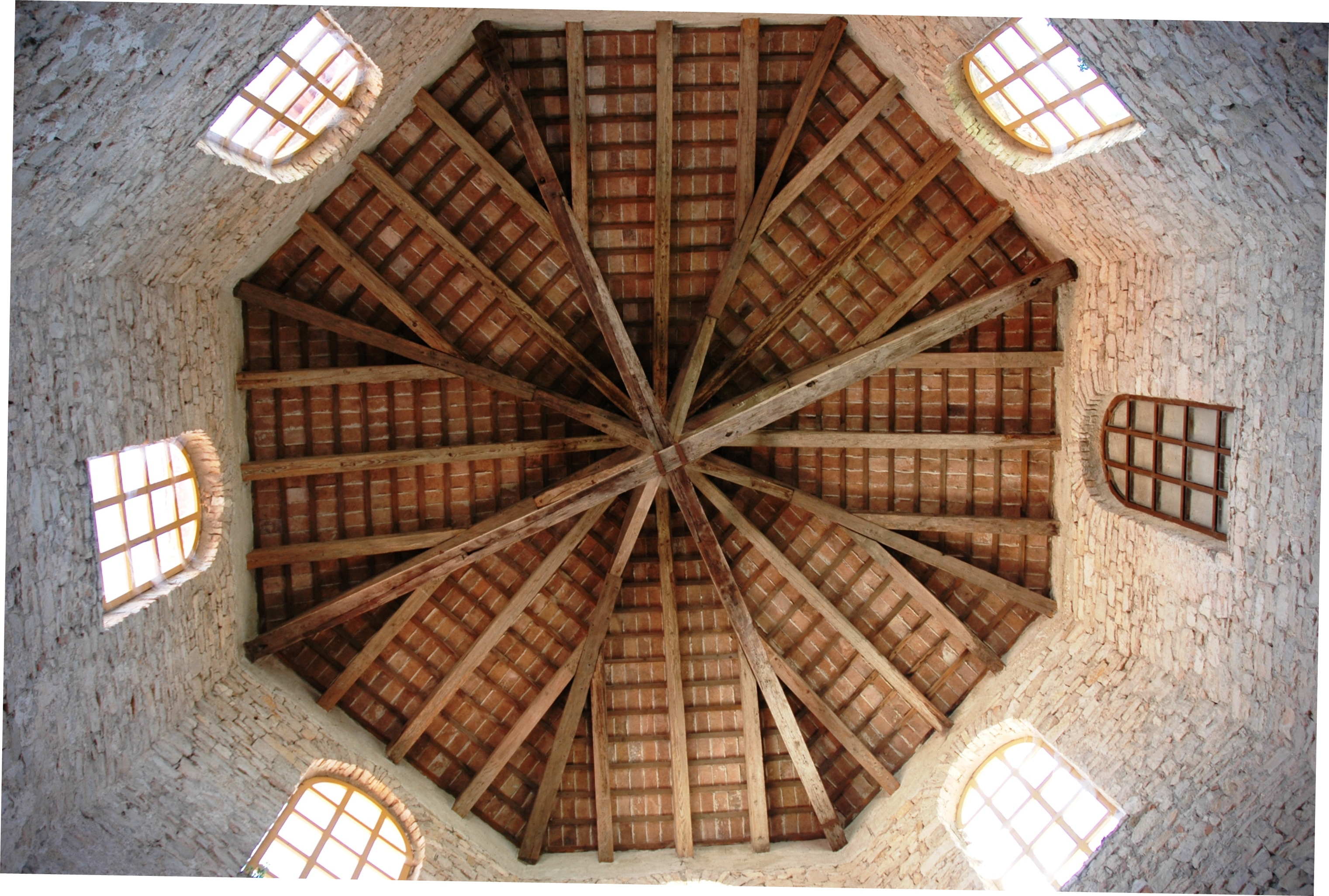
Sostre del baptisteri

La primera basílica estava dedicada al sant Maur de Parenti i es remunta a la segona meitat del segle iv. Encara es conserva, al jardí de l'església, restes d'un mosaic al terra d'aquell segle, que va pertànyer a l'antic oratori d'una església composta d'una nau central i lateral (basilicae geminae). Al mosaic s'hi observa un peix (símbol de Crist). Les monedes amb el retrat de l'emperador Valent (365-378), trobat al mateix lloc, confirmen aquestes dates.
La basílica actual, dedicada a la Verge Maria, s'edificà al segle vi durant el període del bisbe Eufrasi. Es construïa a partir de 553 al lloc de l'antiga basílica. Per a la construcció, s'utilitzaren parts de l'anterior església i els blocs de marbre s'importaren de la costa del mar de Màrmara. Els mosaics de la paret foren executats per mestres romans d'Orient i els mosaics del terra per experts locals. La construcció va durar aproximadament deu anys. Euphrasius era representat en un dels mosaics de l'absis, prop de sant Maur.

## Els mosaics
El tret més sorprenent de la basílica són els mosaics, que daten del segle vi, i que són considerats dels millors exemples de l'art romà d'Orient al món.

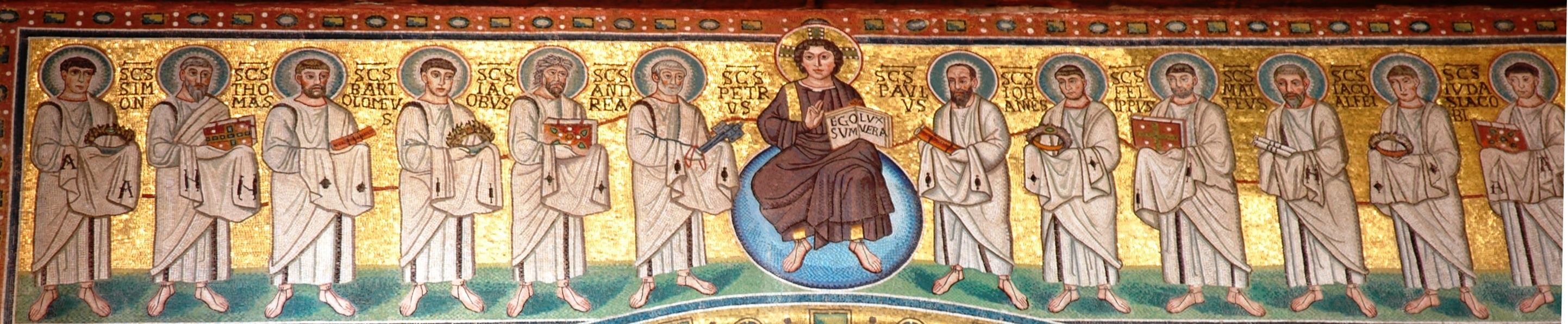
Detall del mosaic de l'absis amb Jesucrist i els dotze apòstols

Els mosaics a l'arc de triomf sobre l'absis representen Crist amb un llibre obert amb el text Ego sum Lux vera ('soc la llum veritable') amb els apòstols, cada un amb el seu atribut. L'arc de sota conté mosaics de medallons amb l'Anyell de Déu i retrats de dotze màrtirs femenines. La volta sobre l'absis està decorada amb mosaics de la Verge Maria i el nen, asseguda al tron celestial. Aquesta és l'única descripció que sobreviu de la Mare de Déu en una basílica occidental del primer cristianisme. És flanquejada per àngels, el bisbe Euphrasius, que sosté una imatge de l'església, sants locals, incloent-hi sant Maur, el primer bisbe de Poreč i de la diòcesi d'Ístria, i l'ardiaca Claudius. El nen entre Euphrasius i Claudius és acompanyat per la inscripció Euphrasius, fill de l'ardiaca. Totes les figures romanen en un prat cobert amb flors.

## El baldaquí

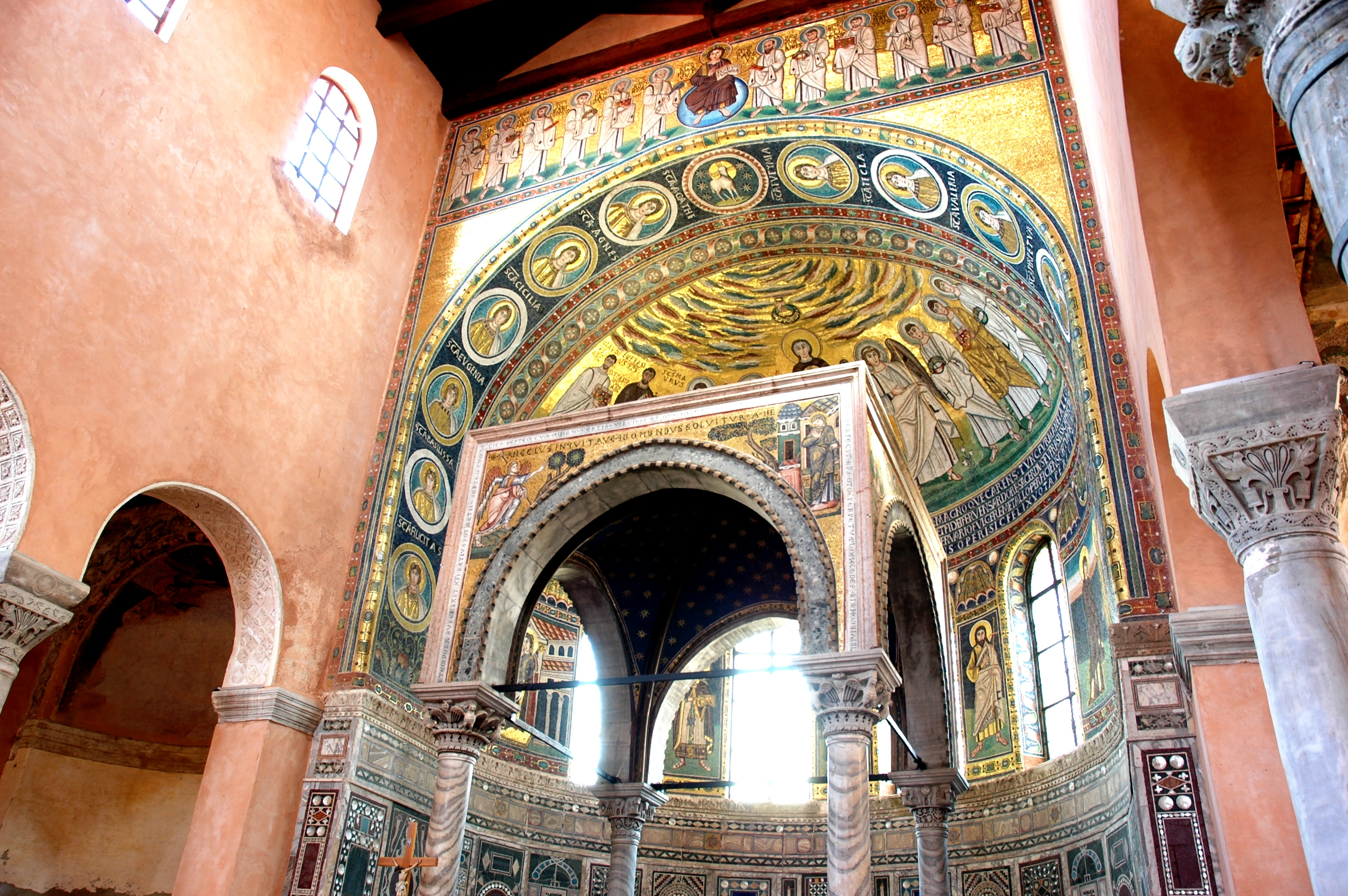
El baldaquí sota l'absis

L'absis és dominat per un baldaquí de marbre, construït el 1277 seguint les ordres d'Otto, bisbe de Poreč. Decorat amb mosaics, és portat per quatre columnes de marbre que pertanyien al baldaquí anterior del segle vi.